# ルゴヴァヤ電停
ルゴヴァヤ電停 (ルゴヴァヤでんてい、ロシア語:Луговая) は、ロシア沿海地方ウラジオストクにあるウラジオストク市電6系統の電停。

## 駅構造
相対式ホーム2面2線の地上駅。明確なホームの位置が決まっていなく、電停の看板の前後で電車が停車する。
電車の昇降部周辺には小規模な売店が複数存在する。

## 駅周辺
- ショッピングセンター
- 22番高校
- バブル＝グム（Бубль-Гум） - ベビー用品店
- ズーマーケット（Зоомаркет） - ペットショップ
- マツダ工場
- ロシア鉄道ルゴヴァヤ駅

## 歴史
1908年6月23日に鉄道駅電停-ルゴヴァヤ電停間が着工し、1912年10月9日に開業。
1960年代にはミンヌイ・ゴロドク電停-サハリンスカヤ電停間が開通し、4系統（鉄道駅電停-サハリンスカヤ電停）・5系統（鉄道駅電停-ミンヌイ・ゴロドク電停）・6系統（ミンヌイ・ゴロドク電停-サハリンスカヤ電停）の3つの系統が乗り入れる電停となった。しかし交通渋滞を理由に、2007年に5系統が、2010年7月10日に4系統が廃止され、現在の6系統のみ残存に至る。

## 隣の駅
ウラジオストク市電
6系統
ポリクリニカ電停 - ルゴヴァヤ電停 - スポルチヴナヤ電停